# Dărcăuți, Soroca
Dărcăuți este satul de reședință al comunei cu același nume  din raionul Soroca, Republica Moldova.
Suprafața - 1.682 ha.
Distanța - până la Soroca - 30 km.
- până la Chișinău - 190 km.
- până la Drochia - 32 km.
Populația (conform recensământului din 2004) - 1.302 locuitori, dintre care 1.296 moldoveni/români, 5 ucraineni și 1 de etnie nedeclarată.
Satul dispune de gimnaziu, oficiu al medicului de familie, cămin cultural, casă pentru celebrarea căsătoriilor, oficiu de telecomunicații, bibliotecă, grădiniță de copii, câteva magazine.
Localitate rurală la nordul republicii în regiune de câmpie și mici coline, așezată la răspântia șoselelor ce duc spre Visoca, Bădiceni și Zgurița.

## Istoric

### Perioada dominației otomane
Cât privește anul de când datează satul Dărcăuți, acesta încă nu e precizat. După unele date, prima atestare documentară ar fi în 1586, după altele - abia peste un secol, în 1680. Numele satului e scris diferit în documentele vechi, toponimele derivate fiind nume rusificate, precum arată un act deschis mai jos, cât și greșeli din grabă ale celor ce completau documentele altor vremuri): „Darconiți”; „Dâncăuți”; „Vărcăuți”; „Dărcăuți” - într-un act din 1764. Numele localității apare așadar într-un document de la 5 iulie 1680, când ,,Grigore Tăbîrță din Darconiți de acolo... au mărturisit cu sufletele lor înaintea pârcălabilor de Soroca cum că Vasile Mârzac, șetrar pe Căinar, a avut un șir de moșii, pe care le-a pierdut când au venit cazacii lui Kunițki”. Deși nu este arătat cine era acel Grigore - starostele satului sau dărcăuțean de rând - actul lasă de înțeles că pierderea satelor lui Vasile Mârzacu, șetraru, a fost urmarea unui atac, care lucru a fost simțit și în Dărcăuți, într-o careva măsură. Din moșia satului, 3.173 desetine de pământ arabil și respectiv, 27 desetine de pădure, cu sectoarele „Halici” și „Mițura”, a aparținut Mitropoliei Iașilor. 

### Perioada Rusiei Țariste
Conform statisticilor, la Dărcăuți erau: în 1859, 63 gospodării cu 472 locuitori; în 1869 aici au fost înregistrate 11 familii de "odnodverți", adică foști răzeși. Cât privește întrebarea deschisă - „Cine și de unde erau aceștia" - aici e de menționat că mai multe localități vecine, formau în această regiune un cerc de sate răzășești, și anume: Bădiceni și Burdujeni, legate printr-un "drum răzășesc", ce trecea prin Dărcăuți și Mălcăuți; precum și Tătărăuca Veche cu satele întemeiate de răzeșii de aici: Tătărăuca Nouă, Niorcani și Tolocănești; dar și Teleșeuca. Dar iată ce arată însemnările din 1904, despre satele ce formează această  comună: ,,Dărcăuți, rusește Dercovțî sau Darcauțî, sat, în județul Soroca, volostea Bădiceni, la nord-vest de Bădiceni. Dealul dinspre sud are o înălțime de 121 stânjeni de asupra nivelului mării (256 m). Are 186 case, cu o populație de 877 suflete răzeși; biserică; școală elementară rusească; vite, 420 capete" (Dicționarul geografic al Basarabiei, 1904). Iar de satul vecin scrie: ,,Mălcăuți, rusește Malcovțî, sat, în județul Soroca, volostea Bădiceni, așezat în valea Fetei, între satele Visoca și Dărcăuți. Are 51 case, cu o populație de 499 suflete de răzeși; biserică; 210 vite mari; grădini" (Ibidem). Prin urmare, ultimul e însemnat ca sat răzășesc. De adăugat că, pe la sfârșitul sec. XIX, localitatea Mălcăuți avea o suprafață medie față de alte sate, adică aproape ca peste un secol; grădini mari; o moară de vânt (la intrarea dinspre Dărcăuți - partea nordică); răscruce de drumuri lângă biserica de lemn (Planul lui Schubert, 1868-1893, f.27-6). Iar satul răzășesc "Burdujeni", (ce era la vest de Mălcăuți, peste deal, la nord-vest de noua Ceapaevca), a fost desființat la înc. sec. XIX, în urma unei  judecăți din 1803, după care răzășii deposedați de pământ au fost strămutați în alte localități, unii, mult probabil, că și la Mălcăuți și Dărcăuți. Într-un act judecătoresc de atunci figurează și numele satului. Căpitanul Gheorghe, măsurând cele două moșii, a găsit ,,semne de hotar despre moșia Dărcăuți, până în două pietre hotară, ci sânt cheutoare moșiilor Bădicenilor și Burdujanilor" (Vasile Trofăilă, Visoca, Chișinău, 1999, p. 13). Așadar, satele Dărcăuți și Mălcăuți au fost înconjurate, geografic, de relații răzășești, în timp ce două sate vecine, Visoca și Cotova, erau într-o moșie aparte (Vasile Trofăilă, Visoca, Chișinău, 1999). La răscrucea secolelor XIX-XX, în urma reformelor agrare, au avut a se petrece mai multe schimbări în activitatea moșierilor și mari așteptări în viața plugarilor. Școala ministerială, a fost deschisă la Dărcăuți în 1899. Aceasta era cu un singur învățător și o singură clasă. În 1897 Dărcăuții au intrat în nomenclatorul așezărilor din Imperiul Rus care depășea 500 de locuitori. Pe atunci satul număra 1.164 de suflete, majoritatea din ele fiind creștini ortodocși. În această vreme au fost reconstruite și bisericile de lemn, din aceste sate, ambele fiind de zid și slujind până astăzi. 

### Perioada Regatului României
În 1918, în urma reformei agrare basarabene, 371 de locuitori au fost împroprietăriți cu 1.611 ha de pământ. În 1930, la Dărcăuți erau: 466 de gospodării, 1.874 de locuitori, din care 28,5 la sută știau carte (Recensământul general al populației, 1930). 

### Al Doilea Război Mondial
Înaintea războiului peste satul Dărcăuți a avut să lovească o altă urgie. La primul val al represiunilor staliniste din 1941, au fost deportați în Siberia, regiunea Tomsk, 20 de gospodari din sat, considerați drept „chiaburi”. Pe câmpul de luptă au căzut ca eroi 37 de bărbați.

### Perioada Sovietică
Așadar, această perioadă, ca mai peste tot unde a fost să fie, a avut și la Dărcăuți aceleași valuri de prigoane, la început, precum și apogeul de dezvoltare materială, mai apoi. Odată cu formarea RSSM, în 1945, aici s-a produs colectivizarea forțată a gospodăriei țărănești. S-a organizat colhozul „Malenkov”, redenumit apoi „Pentru pace” și „Avrora”. În 1949 au continuat valurile represiunilor staliniste și închiderea bisericii din sat. În această vreme creștinii din Dărcăuți erau nevoiți să meargă la biserica din Visoca. Tot în această vreme au fost și mai multe bune realizări, din care unele au rămas să fie folosite și mai apoi - noul local al școlii, casa de ceremonii și alte construcții sau bunuri. În 1970, în satul Dărcăuți, raionul Soroca, erau 2.132 locuitori, iar în 1979 - 1.930 locuitori.

### După declarația Independenței
În 2004 populația satului avea să scadă la 1.454 persoane. Fondul funciar al primăriei Dărcăuți cuprinde 1.682 ha. Activează mai mulți agenți economici, gimnaziul cu 11 profesori și 161 elevi, grădiniță de copii, bibliotecă cu 6.000 de exemplare de carte, etc. De la Dărcăuți au pornit în lume și oameni ce au ales știința și au adus roade. Printre aceștia sunt: Mihail Purice, Gheorghe Cebotarenco, Maria Strechi, Silvia Cheianu, Raisa Popovici și alții.

## Topografie istorică
Pământul satelor Dărcăuți și Mălcăuți este între văile Bulata și Fetea, care sunt afluenți de stânga ai râului Căinari și în care dau mai multe vâlcele și hârtoape pe care se întinde moșia satului.  Hotarul de scurgere a acestor bazine trece prin pământul satelor, pe marginea satului Dărcăuți, de la poalele dealului Geamăna al Visocii până pe dealul "Coropceni", ce se înalță la sud de localitate, unde drumul Dărcăuți-Cotova formează o cotitură. Pe dealurile respective au fost puncte strategice.
"Valea Bulata", care mărginește pe mică distanță pământul satului Dărcăuți cu al celor nistrene, de la iazul mare al Tătărăucăi (înc. sec. XX) până la ferma "Brânza" (sfârșitul sec. XIX), e descrisă astfel: ,,Bolata, vale în județul Soroca; începe prin niște hârtoape de lângă satul Visoca și satul Teleșeuca și merge spre Est, până la meridianul Dărcăuților, de aici se îndreaptă spre Sud, până ajunge la satul Voroncoveni... În această vale nu există nici un sat... În Valea Bolata se află ferma Brânza și mai multe odăi" (Dicționarul geografic al Basarabiei, 1904). 
Prima din aceste odăi-vâlcele, ce sunt pe pământul satului Dărcăuți, e Valea "Hârtopului", pe malul nordic al căreia e pământul "Rotunda", pe unde hotarul merge spre vest până sub dealul Geamăna. Apoi urmează valea în care e așezat și satul Dărcăuți, și valea unde a fost un cătun pe locul căruia a existat mai apoi micul sat "Dărcăuții Noi", fondat în 1948 și rămas pustiu. Ferma "Brânza" e locul de la est de pădurea Dărcăuților, la hotarele satului Bădiceni (Planul lui Schubert, 1868-1893, f. 27-6).
Partea vestică și de sud a moșiei e în bazinul "Văii lui Fetea", sau "Fetca", după numele moșierului din Cotova. Numită și "Valea, Fetei", aceasta e descrisă astfel: ,,Începe de la satul Visoca și merge în direcțiunea Sud-Est până aproape de Valea Căinarului, în care intră satele Cotova și Măcăreuca. Pe partea dreaptă, în fundul văii se află satul Visoca, într-un hârtop din stânga - satul Mălcăuți..." (Ibidem). Așadar, hotarul moșiei coboară de la poalele Geamănei spre spre această gârlă, înconjurând satul Mălcăuți și o palmă de pământ pe malul drept al ei, mai jos de "Pădurea lui Balan", după care continuă, spre sud-est, până pe dealul "Coropceni". Tot în această vale sfârșește un hârtop deasupra căruia e marginea sud-vestică a satului Dărcăuți. Iar de pe acest deal, pe care se mărginesc moșiile a trei sate,  până la ferma Brânza din Valea Bulata, hotarul, acum cu satul Bădiceni, merge pe deasupra fostului cătun "Coropceni" și cuprinde Dărcăuții Noi, unde trei hârtoape se împreunează într-o vale.